# ヨハン・ステイン

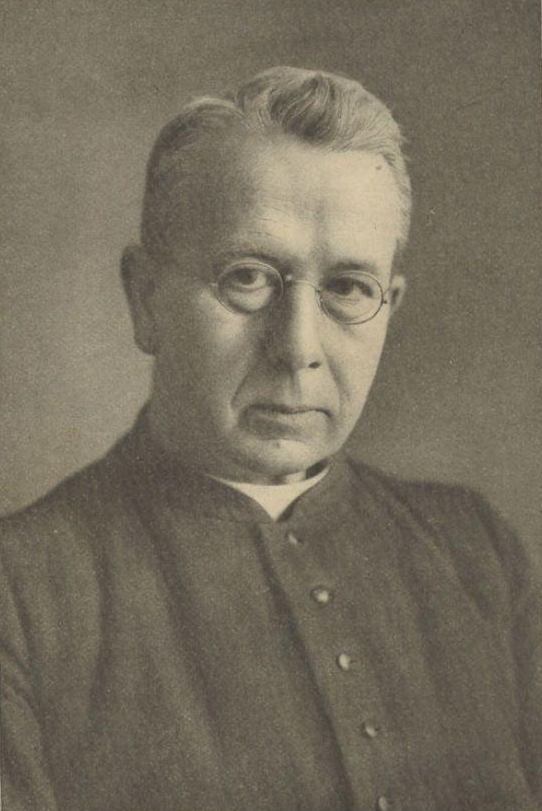

ヨハン・ステイン（Johan Stein 、Johannes Wilhelmus Jacobus Antonius Stein、1871年2月27日 - 1951年12月27日）は、オランダ生まれの、天文学者でイエズス会員である。
フラーヴェ(Grave)に生まれた。ライデン大学でヘンドリクス・ヘラルドゥス・ファン・デ・サンデ・バクハウゼン（Hendricus Gerardus van de Sande Bakhuyzen）のもとで学んだ後、1906年からバチカン天文台で働き、1910年からはローマを離れアムステルダムのイグナティウス・カレッジで教えた。1930年からバチカン天文台長となり、天文台のカステル・ガンドルフォへの移転を行った。変光星、二重星の研究を行った。変光星のカタログStelle doppie nel catalogoや星図Atlas stellarum variabliumを編集した。